# Alpicat
Alpicat es un municipio español de la provincia de Lérida, situado en la comarca catalana del Segriá. Hasta 1948 se llamaba Villanueva de Alpicat.

## Historia
Hasta 1147 estuvo bajo el dominio sarraceno para pasar después a formar parte del condado de Urgel. Le fue otorgada carta de población en 1174 por orden de Ermengol VI de Urgel en nombre del rey Alfonso el Casto. Existía un antiguo núcleo llamado también Alpicat muy cerca de Lérida. Para distinguir uno de otro el nuevo municipio recibió el nombre de Villanueva de Alpicat. En 1228 pasó a depender directamente de Lérida.
Durante la Guerra de los Segadores la ciudad quedó prácticamente despoblada aunque los vecinos regresaron al finalizar el conflicto. De nuevo se despobló a raíz de la Guerra de Sucesión. Los Decretos de Nueva Planta permitieron que se constituyera como municipio independiente con ayuntamiento propio. Forma parte de la Comunidad de Regantes del Segriá desde 1794.
En 1991 se segregó Gimenells i el Pla de la Font, que formaba parte del municipio desde 1717.

## Núcleos de población
Alpicat está dividido en muchos núcleos de población, pero se engloban en 2: Alpicat centro y urbanizaciones. En el centro de la ciudad, podemos encontrar la iglesia, y toda la parte comercial de Alpicat. En esta parte de la ciudad se encuentra el núcleo antiguo, donde habitan la mayoría de agricultores de la zona. En el centro es donde más habitantes hay, llegando a superar los 4000.
Entre las urbanizaciones podemos encontrar a la urbanización Les Arbredes, Buenos Aires, la urbanización Les Bruixes, la urbanización Terra Baixa y la urbanización Rafel.

## Geografía humana

### Demografía
Cuenta con una población de 6387 habitantes (INE 2024).
| Gráfica de evolución demográfica de Alpicat entre 1857 y 2021 |
| |
| Población de derecho según los censos de población del INE Población de hecho según los censos de población del INEEn estos censos se denominaba Villanueva de Alpicat: 1842, 1857, 1860, 1877, 1887, 1897, 1900, 1910, 1920, 1930 y 1940 Entre el censo de 2001 y el anterior, disminuye el término del municipio porque independiza a 25912 (Gimenells i el Pla de la Font) |

## Economía

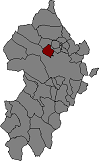
Localización comarcal

La principal actividad económica es la agricultura, destacando el cultivo de frutales, especialmente manzanos, perales y melocotoneros. También tienen importancia los cereales como el maíz y la alfalfa. 
Las actividades industriales están especialmente centradas en la comercialización y conservación de la fruta. Es una asociación sin ánimo de lucro, para desarrollar proyectos solidarios y de cooperación.
Dentro de su término municipal se ubica un repetidor de telecomunicaciones que da servicios de radio y televisión a varios municipios de las provincias de Lérida (incluida su capital) y Huesca.

## Cultura

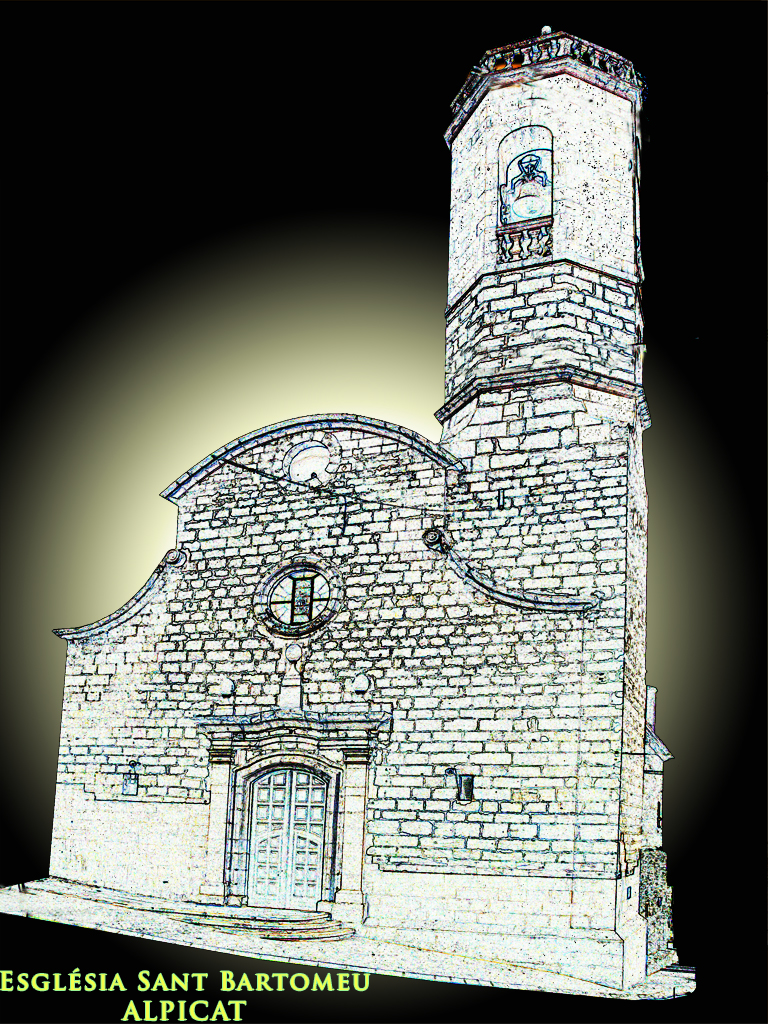
Iglesia San Bartolomé de Alpicat

La iglesia de San Bartolomé se construyó en el siglo XVI sobre un antiguo templo. La fachada es de estilo barroco aunque el interior es neoclásico. En 1989 se reconstruyó la parte superior añadiéndose una nueva cúpula para sustituir la anterior destruida durante la Guerra Civil. La cúpula está decorada con fragmentos de cerámica. El campanario, de base octogonal, también se reconstruyó en la misma fecha.
En las afueras de la ciudad se encuentra el yacimiento arqueológico del Tossal de la Teuleria Vella. En él se han encontrado restos pertenecientes a las edades de Bronce y de Hierro. El yacimiento se encuentra prácticamente destruido.
Alpicat celebra su fiesta mayor el 24 de agosto (el fin de semana más cercano al 24 de agosto). El once de septiembre se celebra el aplec de la Catxipanda. El nombre hace referencia a un plato tradicional de la población elaborado a base de conejo, caracoles, cerdo (costilla y longaniza), pimiento, tomate, berenjena y cebolla.
San Sebastián (22 de enero) es el compatrono de Alpicat y en su honor se celebran las fiestas de invierno (el fin de semana más cercano al 22 de enero). Se llevan al cabo diversas actividades como la procesión en honor del santo, bailes y actividades deportivas, celebrándose la Fiesta del Deporte.